# パロディ的な四楽章
パロディ的な四楽章（ぱろでぃてきなよんがくしょう、仏:Quatre Mouvements Parodiques）は、日本の作曲家、深井史郎によって1936年に作曲された管弦楽曲。各楽章ごとに、ファリャ、ストラヴィンスキー、ラヴェル、ルーセルに捧げる意味で（または「パロディ」として）副題がつけられている。原曲は全5楽章からなる管弦楽曲『五つのパロディ』。

## 作曲の経緯
1933年、深井がNHKの洋楽担当者から「ピアノと管弦楽のための作品」の作曲を依頼されたことにより、『五つのパロディ』として作曲された。作曲にあたって彼は約1ヶ月間鎌倉にこもり、西洋の作曲家による同様のジャンルの作品を研究したが、すっかり自信を無くしてしまった。自分でオリジナリティある曲が書けないならばいっその事、西洋の作曲家のスタイルを積極的に模倣しながら作曲してみようと筆を進めてみたところ、すんなりと完成してしまったという。翌1934年5月7日に、作曲者の指揮する新交響楽団（現「NHK交響楽団」）と高木東六のピアノ独奏により、NHKの番組内にて初演された。
1936年に、「マリピエロ」の楽章を削除、「バルトーク」の楽章の副題を「ルーセル」に改め、『パロディ的な四楽章』となる。その後、新交響楽団が主催した第1回邦人作品コンクールに応募された。その理由について深井は「僕はコンクールは嫌いだが、（新響に就任した）ローゼンストック氏に尊敬がもてるから」と記している。

## 初演
1937年1月29日、日比谷公会堂にて行われた新響邦人作品コンクール予選通過作品発表会にて。ヨーゼフ・ローゼンストック指揮、井口基成のピアノ、新交響楽団の演奏による。

## 編成
- 木管楽器
  - ピッコロ1
  - フルート2　※2番はピッコロと持ち替え
  - オーボエ2
  - イングリッシュホルン1
  - クラリネット2（B♭管、A管）
  - バスクラリネット1 in B♭　※E♭管と持ち替え
  - ファゴット3
- 金管楽器
  - ホルン4（F管）
  - トランペット3（C管）
  - トロンボーン3
  - テューバ1
- 打楽器
  - ティンパニ
  - シロフォン

※以下3名で演奏
  - シンバル
  - 大太鼓
  - 小太鼓
  - トライアングル
  - タムタム
  - グロッケンシュピール
- 鍵盤楽器
  - チェレスタ
  - ピアノ
- 弦5部

## 構成
- 第1楽章：Assez lent － à Manuel de Falla －
十分に遅く　－ファリャに－
- 第2楽章：Vif et très rythmé,avec humour － à Igor Stravinsky －
生き生きとリズミカルに、ユーモアをもって　－ストラヴィンスキーに－
- 第3楽章：Assez lent － à Maurice Ravel－
十分に遅く　－ラヴェルに－
- 第4楽章：Très animé － à Albert Roussel－
きわめて活発に　－ルーセルに－

演奏時間：約20分

## その他
作曲者は『「パロディ的な四楽章」に寄せる四つの断片』という文章の中で、これら4つの楽章がそれぞれ献呈された作曲家の肖像画であるとして、具体的にどのような肖像画であるかを述べている。
要約すると、第1楽章は「スペイン内戦のため廃墟と化した街で涙を流すファリャ」、第2楽章は「シルクハットに燕尾服でチンドン屋をやるストラヴィンスキー」、第3楽章は「ラヴェルに顔を似せて描かれた、ぼろぼろのお婆さん孔雀」、第4楽章は「舞台の上でビフテキを4人前平らげようとするが、閉幕の合図が鳴ったため慌てて喉を詰まらせたルーセル」といった内容である。
この文章について深井は後に「漫画ふうに書いておいた」と記しているが、同時にこれらの表現はあくまでも興味本位であり本心ではなく、また作曲にあたり彼らの積極的な模倣を行ったところ、外面的には似ているものの、かえって作品にすっかり自分らしさが出た、とも書いている。そしてこの曲は「西洋の作曲家からの影響を恐れ、ろくに彼らの作品を研究しようとしない日本人作曲家への風刺」でもある、と述べている。